# 人志松本の○○な話
『人志松本の○○な話』（ひとしまつもとのまるまるなはなし）とは、フジテレビ系列で2009年4月14日から2012年3月23日まで放送されていたトークバラエティ番組。ダウンタウンの松本人志の冠番組である。『人志松本のすべらない話』のスピンオフ番組として放送開始された。ステレオ放送、文字多重放送、ハイビジョン制作。通称は『○○な話』。

## 概要
毎週火曜日 23:00 - 23:30（JST、以下略）の『バラパラ』枠で週1レギュラー放送を開始。初回は、23:20 - 23:50の20分遅れの放送となった。
最初の4回分は「人志松本のゆるせない話」を放送。その他「-スキな話」「-鼻につく話」「-ヨダレが出る話」などの新コーナー、「すべらない話」のスピンオフバージョン（CS放送版と同様に松本以外が主宰を務める）などが予定されていたが、実際のコーナーは異なっている（後述）。基本的に1回の収録を2週に分けて放送している。
『すべらない話』同様、23時台はスタッフロールは存在せず番組最後は「制作著作 フジテレビ」1行のみ表示していたがゴールデン移行後はスタッフロールが流れるようになった。これは『すべらない話』シリーズでは初めてのことである。しかし、金曜23時に移動すると、再び「制作著作 フジテレビ」の一行のみの表示に戻った。
ナレーションは特番時代の『ゆるせない話』を担当していた声優の三瓶由布子が担当、三瓶にとってはレギュラーでバラエティー番組のナレーションは初めて。
2010年3月6日に『土曜プレミアム』枠で『人志松本の○○な話 1周年記念絶対に為になる話スペシャル』を放送。番組過去最高となる平均視聴率18.5パーセントの高視聴率を獲得した。
2010年5月8日より、毎週土曜日 19:00 - 19:57のゴールデンタイムに移動・昇格し、番組内容もリニューアルされ、宮川大輔がレギュラー出演者に加わった。松本が単独でゴールデンの冠番組を持つのは初めてである。リニューアルの初回は2時間スペシャルが放送された。そして、音声モードがモノラル放送（モノステレオ放送）からステレオ放送に変わった。
2010年7月3日放送分から、地上アナログ放送では地上デジタル放送への完全移行を前提として16:9レターボックス放送に移行した。
視聴率は、ゴールデン移動当初こそ平均11パーセント台を記録していたが、6月に入って松本が療養により不在となったことや、新たに始まったロケ企画の不評などにより程なくして1ケタ台に低迷した（視聴率は関東地区、ビデオリサーチ調べ）。
2010年10月8日より、毎週金曜日 23:00 - 23:30に移動して、再度深夜30分枠での放送となる｡バラパラから昇格した番組が元の時間に戻されるのは初（放送時間は同じであるが金曜23時台は「バラパラ」枠に含まれていないため、厳密には元の枠に戻った訳ではない）。
2011年4月1日には、21:00 - 23:22に、金曜23時枠に移動して以降の初めてのスペシャルが放送された。さらに、当番組過去最長の2時間22分の拡大版だった。
2012年3月23日を以って、番組の放送が終了。約3年間の放送の歴史に幕を下ろした。最終回は、番組内で告知や出演者の挨拶もなく、放送終了直前にテロップのみで「今夜をもって最終回です」と発表された。
当番組放送終了後以降も、派生元の『人志松本のすべらない話』は不定期で放送を継続している。

### 放送時間の変遷
| 期間       | 期間       | 放送時間（日本時間）         |
| ---------- | ---------- | ---------------------------- |
| 2009.04.14 | 2010.03.16 | 火曜日 23:00 - 23:30（30分） |
| 2010.05.08 | 2010.09.18 | 土曜日 19:00 - 19:57（57分） |
| 2010.10.08 | 2012.03.23 | 金曜日 23:00 - 23:30（30分） |

## 出演者

### レギュラー（MC）
- 松本人志（ダウンタウン）
- 千原ジュニア（千原兄弟）
- 宮川大輔 - 土曜19時台・金曜23時台。

### ナレーター
- 三瓶由布子
- 松元真一郎（フジテレビアナウンサー）
- ゆかな

### ゲスト
- 各コーナーに、毎回異なるお笑い芸人が5〜10人出演。
- お笑い芸人以外に、観覧ゲストとして俳優・女優・アイドル・タレントなどが数人出演。

## コーナー

### 人志松本のゆるせない話
- 特番時代と同様の内容。
- 出演者が用意した日々生活していて腹を立てたことや納得いかないことなどのゆるせない話のタイトルが書かれた100個のボードの中から1つ選択をし、そのタイトルにまつわるゆるせない話を披露するコーナー。
- 話したゆるせない話を他の共演者が共感したり、逆に反論したりする。
- 視聴者から好評なコーナーであったが、各方面への配慮から約半年間放送を自粛したことがある（番組内での千原の発言より）。
- 2010年1月19日放送分からセットがリニューアルされた。
- 番組最後に流れるテロップは『ただ、より良い未来のために…』。
- このコーナーに関しては一切の苦情を受け付けない（番組内での発言）。

### 人志松本の好きなものの話
- 話し手6 - 11人の前で回転している回転台の上からランダムにテーマが選ばれ、それぞれの出演者が大好きなものや人の魅力を存分に語り合うコーナー。
- 「ゆるせない話」とは異なり、テーマは常にスタッフがランダムで選ぶ。
- 番組最後に流れるテロップは『だって、好きなんだもん…』。

### 人志松本のゾッとする話
- 心霊などの怖い話を含めて、日常生活や仕事・プライベートなどの身近な状況での奇妙なエピソードや理解不能な体験談など、思わず「ゾッ」とした話を披露するコーナー。
- 決して最後に「ゾッとしました」と言えばいい物ではない（ジュニアが吉田敬（ブラックマヨネーズ）に対して発言）。
- 話し手はランダムで決定。選出方法は出演者の名前が書かれたロウソクの炎が大きく燃え上がり、出演者の苗字が呼ばれるが、松本は「松っちゃん」「松っつん」「松本」とランダム、千原ジュニアは「ジュニア」となっている。
- 怖い話コメンテーターとしても有名な国沢一成（ヒカリゴケ）や島田秀平などは、笑い話では済まされない話をすることがほとんどであり、あまりの怖さで千原に「ちゃんとするなよ」と怒られるのが恒例。時には、その結末から出演者全員が絶句したこともあり、千原がガチギレしたケースもある。しかし、意味不明な話をした者は「ちゃんとしろよ」と怒られる。
- ゾッとした話の場合、終了後に松本を模したムンクの叫び風のキャラが絶叫するが、意味不明な話をした場合はキャラの頭の上に「?」マークが浮かび上がる（その行為を番組内では「放り込む」と言われている）。
- また画面から向かって左から2番目の席に座る出演者に意味不明な話をするという傾向があり（ゴリ、中山功太、日村勇紀、椿鬼奴）、ジュニアは「呪われた席」と言っている。
- 島田秀平の手相占いが好評で島田出演回の恒例となった。ゴリに「KY線」があると診断したことから、ゴリをはじめ上記のような芸人が「KY芸人」と呼ばれるようになった。島田が出演する回の冒頭には島田が手相やパワースポットを紹介する恒例コーナーがある。
- 番組最後に流れるテロップは『「恐い」と「おもしろい」は紙一重…』、7月28日放送分のみ『絶対今日おもしろい話しそうで怖いな…』。
- 2011年10月28日放送分で、宮川がエピソードを話している最中、コーナーの象徴ともいえる「ゾッ」のオブジェクトが何の前触れも無く突然剥がれる瞬間をゲストのクリス松村が見ており、その声に宮川がクリスの元まで逃げたり、クリスの隣に座っていた芹那が驚いてクリスに抱きついたまま顔を上げられなくなってしまうなどの騒ぎになった。番組では怪奇現象として語り継がれている。

### 人志松本のためになる話・VTRのコーナー
- 過去の「ゆるせない話」で話された怒りの内容がなぜそういったことや経緯になったのかの検証・改善や、「好きなものの話」で話された好きなもののさらに語りたい事、「ゾッとする話」で話されたオンエア後の後日談などをVTRで鑑賞するコーナー。ためになる話なので雑学的なコーナーでもある。ゴールデンタイム昇格後は「VTRのコーナー」として改められた。
- ゴールデン昇格の際に「ためになる話」から改められた、オンエア後の後日談をVTRで鑑賞するコーナー。
- 「VTRのコーナー」としての初回放送にて松本は、番組タイトルに合わせ、多くの「○」がデザインされているセットを見て、「体調が悪い時に見ると倒れそう」と発言した。
- 番組最後に流れるテロップは『ちょっとでも、ためになるのなら…』。

### 人志松本の決めてほしい話
- 芸人などが何の話に分類すべきなのかジャンルが分からない話を披露してもらい、その話が「ゆるせない話」「すべらない話」「ゾッとする話」「感動する話」「キザな話」「気持ちイイ話」「アツい話」「せつない話」「○○な話」（決められた8つの話に分類されない話の場合につけられ、松本がその話を命名する）の9つから松本が決定するコーナー。
- コーナーの最初にどういうコーナーなのかを説明する意味を含めて、宮川が話を披露することが多く見られた。
- ジャンルが決まっていない話を披露しているため、話の中盤まで「すべらない話」だったのがいきなり「ゾッとする話」に急展開などのジャンルが転換する話を披露する出演者がいたり、凄く短い話や長い話を披露する出演者もいた。
- このコーナーの最多出場者は、ラバーガールの大水洋介（4回）である。

### 人志松本の気になる話
- 出演者が気になったことを話してもらい後日スタッフがその気になったことを調べたVTRを鑑賞するコーナー。

### 人志松本のヨダレが出る話
- 芸人が自分の好きな料理や行きつけの店の魅力を語り合うコーナー。
- テーマは常にランダムで選ぶ。
- まれにスタジオに料理が実際に出てくることがある。

### 人志松本のヨダレが出る話 オカン編
- 芸人が自分のオカン自慢の得意料理を、料理にまつわるエピソードを交えながら語り合うコーナー。
- 語った後に実際にオカンがスタジオに登場し（まれに登場しないこともある）手料理を振る舞う。

### 人志松本の期待しないで聞いてほしい話
- 各コーナーのセットとセットの間に組まれた小さなテーブルで松本・千原・宮川を含む5人で、「すべらない話」で話せないようなハードルの低いオチのない話をするコーナー。
- 話をする際は話している人以外の照明は落とされる。
- ゴールデン進出以降俳優やタレントが観覧ゲストで雛壇などにいることが多かったが、このコーナーではそういったゲストは出演しない。

### 人志松本のまつわる話
- 抽選で選ばれた49音文字（「あ」〜「わ」）の頭文字の芸能人・有名人にまつわる話を披露するコーナー。
- 「期待しないで聞いてほしい話」同様観覧ゲストは出演しない。
- 松本が「と」のブロックで、とんねるずとのエピソードトークを披露して、ネットで一時期話題になっていたことがあった。

### 今週のチンさむロード
- 自動車で走行中、段差により股間がフワッと浮き上がる感覚に襲われる道を紹介するロケコーナー。
- 使用曲はハニー・ナイツの「オー・チン・チン」。
- ロケではロケバスを毎回使用している。
- チンさむの名前の由来は「好きな話」の回で野性爆弾のロッシーが、小さい時に地元でそのような感覚になる場所を「チンさむ」と呼んでいたことがきっかけ。
- 開始当初は宮川大輔のみが体験し点数をつけていたが、次第に番宣などで訪れるゲストも一緒に同行するようになった。女性ゲストでも「チンさむ」である。ゲストが来るようになってから採点システムはなくなった。
- ロケバスの一番後ろの席で体感する。いつ「チンさむロード」に差し掛かるかは体感者には伝えておらず、カーテンも閉めきっている。テレビの上に来るまでのカウントダウンが表示され、来た瞬間はスロー再生される。体が小さかったり、体重が軽いゲストだとシートベルトを着用していても体が飛び上がるほどの場所もある。また、身長が高いゲストだと天井に頭をぶつけるハプニングもある。
- 番組ホームページでは「番組では交通ルール及び法定速度を遵守して撮影しております。チンさむロードに行かれる方は近隣の方々のご迷惑にならないようくれぐれもご注意の上、法定速度を守って運転してください。」という注意喚起とともに地図が掲載されている。
- 2012年5月28日、19歳の女性が番組をまねて千葉県松戸市の市道（2010年9月18日の放送で紹介）を走行中、歩道に乗り上げ4人が死傷する事故を起こし逮捕された[6][7]。

## DVD
人志松本の○○な話 誕生編 〜前期〜（2011年3月9日発売）
- 【DISC1】
  - #1 人志松本のゆるせない話（2009/4/14 O.A.）
  - #2 人志松本のゆるせない話（2009/4/21 O.A.）
  - #3 人志松本のゆるせない話（2009/4/28 O.A.）
  - #4 人志松本のゆるせない話（2009/5/5 O.A.）
  - #5 人志松本の好きなものの話（2009/5/12 O.A.）
  - #6 人志松本の好きなものの話（2009/5/19 O.A.）
  - #7 人志松本の好きなものの話（2009/5/26 O.A.）
- 【DISC2】
  - #8 人志松本の好きなものの話（2009/6/2 O.A.）
  - #9 人志松本のためになる話（2009/6/9 O.A.）
  - #10 人志松本のためになる話（2009/6/16 O.A.）
  - #11 人志松本の訳あって放送しなかった話（2009/6/23 O.A.）
  - #12 人志松本の好きなものの話（2009/7/7 O.A.）
  - #13 人志松本の好きなものの話（2009/7/14 O.A.）
  - #14 人志松本のゾッとする話（2009/7/21 O.A.）
- 【DISC3】
  - #15 人志松本のゾッとする話（2009/7/28 O.A.）
  - #16 人志松本のためになる話（2009/8/4 O.A.）
  - #17 人志松本の好きなものの話（2009/8/11 O.A.）
  - #18 人志松本の好きなものの話（2009/8/18 O.A.）
  - #19 人志松本のゾッとする話（2009/8/25 O.A.）
  - #20 人志松本のゾッとする話（2009/9/1 O.A.）
  - #21 人志松本の夏休みの話（2009/9/8 O.A.）
  - #22 人志松本の夏休みの話（2009/9/15 O.A.）

人志松本の○○な話 誕生編 〜後期〜（2011年9月21日発売）
- 【DISC1】
  - #23 人志松本の好きなものの話（2009/10/6 O.A.）
  - #24 人志松本の好きなものの話（2009/10/13 O.A.）
  - #25 人志松本のゾッとする話（2009/10/20 O.A.）
  - #26 人志松本のゾッとする話（2009/10/27 O.A.）
  - #27 人志松本のゆるせない話（2009/11/3 O.A.）
  - #28 人志松本のゆるせない話（2009/11/10 O.A.）
  - #29 人志松本のためになる話（2009/11/17 O.A.）
  - #30 人志松本のためになる話（2009/11/24 O.A.）
- 【DISC2】
  - #31 人志松本の好きなものの話（2009/12/1 O.A.）
  - #32 人志松本の好きなものの話（2009/12/8 O.A.）
  - #33 人志松本のゾッとする話（2009/12/15 O.A.）
  - #34 人志松本のゾッとする話（2009/12/22 O.A.）
  - #35 人志松本の訳あって放送しなかった話（2010/1/12 O.A.）
  - #36 人志松本のゆるせない話（2010/1/19 O.A.）
  - #37 人志松本のゆるせない話（2010/1/26 O.A.）
  - #38 人志松本の好きなものの話（2010/2/2 O.A.）
  - #39 人志松本の好きなものの話（2010/2/9 O.A.）
- 【DISC3】
  - #40 人志松本のゾッとする話（2010/2/16 O.A.）
  - #41 人志松本のゾッとする話（2010/2/23 O.A.）
  - #42 人志松本のためになる話（2010/3/6 O.A.）
  - #43 人志松本のためになる話（2010/3/9 O.A.）
  - #44 人志松本のためになる話（2010/3/16 O.A.）

## ネット局と放送時間

### 金曜23時台時代
| 放送対象地域   | 放送局                    | 系列                                         | 放送曜日・時間               | 遅れ日数   |
| -------------- | ------------------------- | -------------------------------------------- | ---------------------------- | ---------- |
| 関東広域圏     | フジテレビ(CX) （製作局） | フジテレビ系列                               | 金曜 23:00 - 23:30           | 同時ネット |
| 北海道         | 北海道文化放送(UHB)       | フジテレビ系列                               | 金曜 23:00 - 23:30           | 同時ネット |
| 岩手県         | 岩手めんこいテレビ(MIT)   | フジテレビ系列                               | 金曜 23:00 - 23:30           | 同時ネット |
| 宮城県         | 仙台放送(OX)              | フジテレビ系列                               | 金曜 23:00 - 23:30           | 同時ネット |
| 秋田県         | 秋田テレビ(AKT)           | フジテレビ系列                               | 金曜 23:00 - 23:30           | 同時ネット |
| 山形県         | さくらんぼテレビ(SAY)     | フジテレビ系列                               | 金曜 23:00 - 23:30           | 同時ネット |
| 福島県         | 福島テレビ(FTV)           | フジテレビ系列                               | 金曜 23:00 - 23:30           | 同時ネット |
| 新潟県         | 新潟総合テレビ(NST)       | フジテレビ系列                               | 金曜 23:00 - 23:30           | 同時ネット |
| 長野県         | 長野放送(NBS)             | フジテレビ系列                               | 金曜 23:00 - 23:30           | 同時ネット |
| 静岡県         | テレビ静岡(SUT)           | フジテレビ系列                               | 金曜 23:00 - 23:30           | 同時ネット |
| 富山県         | 富山テレビ(BBT)           | フジテレビ系列                               | 金曜 23:00 - 23:30           | 同時ネット |
| 石川県         | 石川テレビ(ITC)           | フジテレビ系列                               | 金曜 23:00 - 23:30           | 同時ネット |
| 福井県         | 福井テレビ(FTB)           | フジテレビ系列                               | 金曜 23:00 - 23:30           | 同時ネット |
| 中京広域圏     | 東海テレビ(THK)           | フジテレビ系列                               | 金曜 23:00 - 23:30           | 同時ネット |
| 近畿広域圏     | 関西テレビ(KTV)           | フジテレビ系列                               | 金曜 23:00 - 23:30           | 同時ネット |
| 島根県・鳥取県 | 山陰中央テレビ(TSK)       | フジテレビ系列                               | 金曜 23:00 - 23:30           | 同時ネット |
| 岡山県・香川県 | 岡山放送(OHK)             | フジテレビ系列                               | 金曜 23:00 - 23:30           | 同時ネット |
| 広島県         | テレビ新広島(TSS)         | フジテレビ系列                               | 金曜 23:00 - 23:30           | 同時ネット |
| 愛媛県         | テレビ愛媛(EBC)           | フジテレビ系列                               | 金曜 23:00 - 23:30           | 同時ネット |
| 高知県         | 高知さんさんテレビ(KSS)   | フジテレビ系列                               | 金曜 23:00 - 23:30           | 同時ネット |
| 福岡県         | テレビ西日本(TNC)         | フジテレビ系列                               | 金曜 23:00 - 23:30           | 同時ネット |
| 佐賀県         | サガテレビ(STS)           | フジテレビ系列                               | 金曜 23:00 - 23:30           | 同時ネット |
| 長崎県         | テレビ長崎(KTN)           | フジテレビ系列                               | 金曜 23:00 - 23:30           | 同時ネット |
| 熊本県         | テレビ熊本(TKU)           | フジテレビ系列                               | 金曜 23:00 - 23:30           | 同時ネット |
| 鹿児島県       | 鹿児島テレビ(KTS)         | フジテレビ系列                               | 金曜 23:00 - 23:30           | 同時ネット |
| 沖縄県         | 沖縄テレビ(OTV)           | フジテレビ系列                               | 金曜 23:00 - 23:30           | 同時ネット |
| 大分県         | テレビ大分(TOS)           | フジテレビ系列 日本テレビ系列                | 土曜 1:28 - 1:58（金曜深夜） | 不明       |
| 宮崎県         | テレビ宮崎(UMK)           | フジテレビ系列 日本テレビ系列 テレビ朝日系列 | 日曜 22:30 - 23:00           | 9日遅れ    |
| 青森県         | 青森テレビ(ATV)           | TBS系列                                      | 土曜 0:20 - 0:50（金曜深夜） | 14日遅れ   |
| 山口県         | テレビ山口(tys)           | TBS系列                                      | 金曜 0:50 - 1:20（木曜深夜） | 27日遅れ   |

### 土曜19時台時代
同時ネット局
- フジテレビ系列27局 :土曜19:00 - 19:57
  - フジテレビ系列・日本テレビ系列・テレビ朝日系列のクロスネット局であるテレビ宮崎も含む。

時差ネット局
- テレビ大分（フジテレビ・日本テレビ系列）: 火曜16:55 - 17:53
- 青森テレビ（TBS系列）: 土曜16:00 - 16:57
- テレビ山口（tys、TBS系列）:土曜日（金曜日深夜）0:15 - 1:15
  - 爆笑レッドカーペットの放送終了を受けて2010年9月から同年12月3日まで放送。

### 火曜23時台時代
- フジテレビ系列26局 : 火曜日23:00 - 23:30
  - ただしクロスネット局のテレビ大分（TOS）及びテレビ宮崎（UMK）は金曜日0:38 - 1:08（木曜日深夜）、2009年4月24日放送開始。
- 青森テレビ（ATV、TBS系列）: 水曜日0:00 - 0:30（火曜日深夜）
- テレビ山梨（UTY、TBS系列）: 土曜日1:15 - 1:45（金曜日深夜）
- テレビ山口（tys、TBS系列）:金曜日0:55 - 1:25（木曜日深夜）、2009年5月1日放送開始。

一時期、四国放送（JRT、日本テレビ系列）でも放送されていた。